# Takanobu Okabe
Takanobu Okabe, japonski smučarski skakalec, * 26. oktober 1970, Shimokawa, Hokkaido, Japonska. 
Okabe je na tekmah za svetovni pokal nastopal od leta 1989 do 2014 in velja za enega od tekmovalcev, ki so bili udeleženi najdlje časa v tem športu. Dosegel je pet zmag, od tega tri na največjih napravah. 

## Tekmovalna kariera

### Začetek
Takanobu Okabe je začel skakati pri 7 letih. Prvič je v svetovnem pokalu nastopil v sezoni 1989/90 v domačem Saporu. 

### Uspehi
Okabejev največji dosežek je naslov svetovnega prvaka iz Thunder Baya 1995, kjer je bil tudi bronast z ekipo. Dve leti kasneje, v Trondheimu je bil z japonsko ekipno srebrn.
Na olimpijskih igrah v Lillehammerju leta 1994 je bil z japonsko ekipo srebrn, na naslednjih igrah v Naganu pa je osvojil še zlato. Na svetovnem prvenstvu v Saporu leta 2007 je osvojil bronasto medaljo na ekipni tekmi.
Njegova najboljša sezona v svetovnem pokalu je bila 1996/97, ko je bil skupno v svetovnem pokalu na 4. mestu, zmagal pa je na dveh letalnicah.

### Kriza in povratek
Nato se je Okabe umaknil iz svetovnega pokala, večinoma je nastopal v kontinentalnem pokalu. Tam si je v sezoni 2004/05 si je preko dobrih uvrstitev zopet zagotovil mesto v svetovni eliti. Sezono 2005/06 je končal na 10. mestu, poleg tega pa je s 36 leti postal najstarejši tekmovalec na stopničkah za zmagovalce, saj je tekmi v domačem Saporu končal na 2. in 3. mestu. Z 38 leti in 4 meseci je postal najstarejši skakalec, ki je osvojil točke svetovnega pokala. Na svetovnem prvenstvu v Libercu, leta 2009 je veliko pripomogel k bronasti medalji Japonske na ekipni tekmi. Tako je potrdil dobro formo, ki se je iz tekme v tekmo vzpenjala. V isti sezoni je z 38 leti in 6 meseci postal najstarejši zmagovalec tekem za svetovni pokal, ko je zmagal na tekmi skandinavske turneje, v Kuopiu. Rekord je veljal do 11. januarja 2014, ko ga je izpodrinil njegov reprezentančni sotekmovalec Noriaki Kasai. 

## Dosežki v svetovnem pokalu

### Uvrstitve po sezonah
| Sezona  | Skupno | Poleti | JP  | Novoletna | Nordijska |
| ------- | ------ | ------ | --- | --------- | --------- |
| 1989-90 | –      | N/A    | N/A | –         | N/A       |
| 1990-91 | –      | –      | N/A | –         | N/A       |
| 1992-93 | 24.    | –      | N/A | –         | N/A       |
| 1993-94 | 7.     | 11.    | N/A | 13.       | N/A       |
| 1994-95 | 5.     | 2      | N/A | 19.       | N/A       |
| 1995-96 | 39.    | –      | 35. | –         | N/A       |
| 1996-97 | 4.     | 2      | 6.  | 4.        | 25.       |
| 1997-98 | 16.    | 6.     | 18. | 33.       | 21.       |
| 1998-99 | 38.    | –      | 37. | 30.       | –         |
| 1999-00 | 33.    | 31.    | 33. | –         | 37.       |
| 2000-01 | 49.    | –      | N/A | 72.       | –         |
| 2001-02 | 59.    | N/A    | N/A | –         | –         |
| 2002-03 | –      | N/A    | N/A | –         | –         |
| 2004-05 | 49.    | N/A    | N/A | –         | 40.       |
| 2005-06 | 12.    | N/A    | N/A | 6.        | 14.       |
| 2006-07 | 52.    | N/A    | N/A | 49.       | 22.       |
| 2007-08 | 63.    | N/A    | N/A | –         | –         |
| 2008-09 | 28.    | –      | N/A | –         | 24.       |
| 2009-10 | 82.    | –      | N/A | –         | 63.       |
| 2011-12 | –      | –      | N/A | –         | N/A       |
| 2012-13 | –      | –      | N/A | –         | N/A       |
| 2013-14 | –      | –      | N/A | –         | N/A       |

Opomba: oznaka N/A pomeni, da tekmovanja ni bilo na sporedu

### Zmage (5)
| Št. | Sezona  | Datum            | Prizorišče               | Skakalnica                     | Velikost  |
| --- | ------- | ---------------- | ------------------------ | ------------------------------ | --------- |
| 1.  | 1996-97 | 7. december 1996 | Kuusamo                  | Rukatunturi K120 (nočna tekma) | Velika    |
| 2.  | 1996-97 | 8. februar 1997  | Tauplitz/Bad Mitterndorf | Kulm K185                      | Letalnica |
| 3.  | 1996-97 | 22. marec 1997   | Planica                  | Velikanka bratov Gorišek K185  | Letalnica |
| 4.  | 1997-98 | 1. marec 1998    | Vikersund                | Vikersundbakken K175           | Letalnica |
| 5.  | 2008-09 | 10. marec 2009   | Kuopio                   | Puijo HS127 (nočna tekma)      | Velika    |